# Thalattoscopus blotei
Thalattoscopus blotei är en insektsart som beskrevs av Ghauri 1964. Thalattoscopus blotei ingår i släktet Thalattoscopus och familjen dvärgstritar. Inga underarter finns listade i Catalogue of Life.